# Dolors Sans Osete
Dolors Sans Osete (Vilafranca del Penedès) és una escultora de bèsties de foc i festes populars. Té el taller a Pacs del Penedès, on construeix les figures en fibra de vidre i altres materials. És Mestre Artesà per la Generalitat de Catalunya (2016).
Va entrar a la Facultat de Belles Arts de la Universitat de Barcelona on es va llicenciar l'any 1987, any en què s'inicià com a escultora d'elements de la festa popular començant amb les 30 Fil·loxeretes de Sant Sadurní, per dedicar-se professionalment des d'aleshores al disseny i construcció d’imatgeria festiva.

## Bestiari
- Ball de Diables de l'Arboç
- Bretolàs de Sant Andreu
- Drac Gaudiamus
- Drac de Gràcia
- Drac de Sarrià
- Drac de la Geltrú
- Gall Tomasot
- Gallina Ballarica
- Gegantons de la Trinitat Vella
- Gegantó Pepitu Campanar
- Malèfica del Coll
- Nébula
- Quimera Loky
- Sagresaure
- Sírius del Poble-sec
- Àliga de Vilafranca